# Tubarão-de-sete-guelras

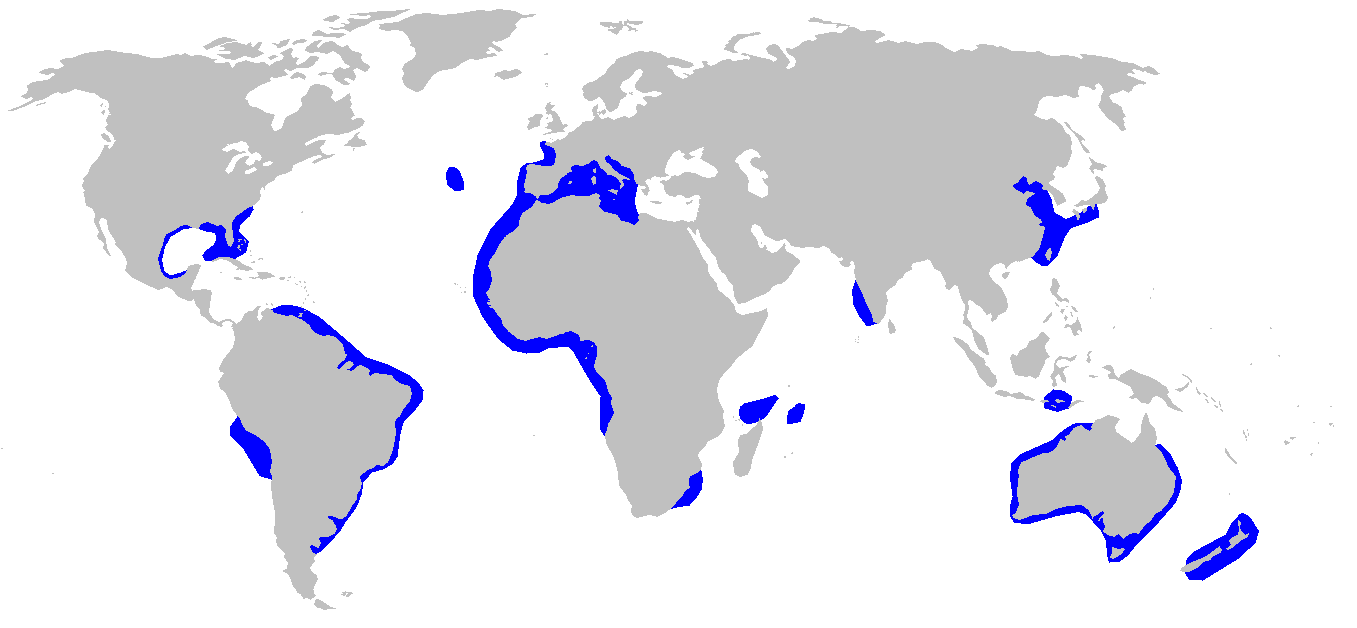
Distribuição do Tubarão-de-sete-guelras pelo mundo.

O Tubarão-de-sete-guelras (Heptranchias perlo) é um tubarão de água profundas que apresenta grandes olhos de cor esverdeada, tendo sete fendas branquiais de cada lado do corpo.
Tem um corpo fusiforme, com uma cabeça estreita e pontiaguda, possuindo apenas uma pequena barbatana dorsal. Atinge um comprimento máximo de 1,37 cm.
Ocorre em todas as longitudes e entre as latitudes 49°N e 46°S, entre os 30 e os 1000m de profundidade. Normalmente habita o fundo oceânico.
São ovovivíparos. Têm de 9 a 20 crias de cada vez.
É muitas vezes confundido com o Cação-bruxa (Notorynchus cepedianus).
Em termos alimentares é um tubarão generalista: alimenta-se de invertebrados (camarão, lagosta, lula) e de pequenos peixes ósseos. A sua activiade é predominantemente nocturna.
Não tem relevância económica (pesca) significativa.

## Outras denominações
- Açores:
  - Albafar bravo
  - Bico doce
- Madeira:
  - Archote
  - Bico-doce
- Cabo Verde:
  - Bico-doce
  - Boca-doce
  - Cação
  - Olho-branco
  - Severino
- Moçambique:
  - Canhabota boca doce